# یاشنگتس-ماژاژه
یاشنگتس-ماژاژه (به لاتین: Jasieniec-Maziarze) یک روستا در لهستان است که در گمینا ایوژا واقع شده‌است.